# El Sombrero
El Sombrero ist eine Stadt in Guárico, Venezuela. El Sombrero ist Verwaltungssitz des Julián Mellado-Bezirks. Die Stadt wurde 1720 mit dem Namen Inmaculada Concepción de Nuestra Señora de El Sombrero gegründet. Die Einwohnerzahl betrug 16.568 Menschen im Jahr 1991.

## Infrastruktur
El Sombrero hat mehrere Schulen, wie Julián Mellado und Presbítero J.J. Tovar. Es gibt ein Krankenhaus, das Hospital Francisco Antonio Rísquez. Die Radiostation Radio Sabana sendet von hier aus.

## Söhne und Töchter der Stadt
- Rafael Velásquez (1930–2009), Trompeter und Flügelhornist